# Pingasa pryeri
Pingasa pryeri är en fjärilsart som beskrevs av Butler 1878. Pingasa pryeri ingår i släktet Pingasa och familjen mätare. Inga underarter finns listade i Catalogue of Life.